# حيمرون كبير الجذع
حيمرون كبير الجذع (الاسم العلمي:Erythrochiton macropodum) هو نوع غير مؤكد من النباتات يتبع جنس الحيمرون من الفصيلة السذابية.